# 藤原知之
藤原 知之（ふじわら ともゆき）は、日本の演出家、映画監督。大阪府大阪市生まれ。

## 経歴
明治大学理工学部卒業後、バラエティー番組、CM、MVのディレクター業務と平行して映画監督・堤幸彦の元で助監督としてキャリアを積む。連続ドラマTBS『家族八景 Nanase,Telepathy Girl's Ballad』で初監督。以降、テレビ朝日『警部補 矢部謙三』第2シリーズなどを演出。映画『幸せの青い鳥居』は国際短編映画祭 SHORT SHORTS FILM FESTIVAL & ASIA 2013で入選、ベストアクターアワードを受賞した。映画「U・F・O 〜うしまどの、ふしぎなできごと〜」では、第12回山形国際ムービーフェスティバル2016グランプリを受賞。

## 作品

### 映画
- 幸せの青い鳥居（SHORT SHORTS FILM FESTIVAL & ASIA 2013入選、ベストアクターアワード受賞）
- U・F・O 〜うしまどの、ふしぎなできごと〜(沖縄国際映画祭出品作品、第12回山形国際ムービーフェスティバルグランプリ)
- ボクはボク、クジラはクジラで、泳いでいる。
- MY HOUSE（監督補・編集）
- トリック劇場版 ラストステージ（監督補・編集）
- MIRRORLIAR FILMS Season1「無題」（2021年9月17日、イオンエンターテイメント）
- 誰が為に花は咲く（2024年1月26日、Memento Film Club）[1]

### テレビドラマ

#### 連続ドラマ
- 家族八景 Nanase,Telepathy Girl's Ballad（TBS）
- TRICKシリーズ警部補 矢部謙三（テレビ朝日）
- &美少女 NEXT GIRL meets Tokyo（FOD）
- 僕の初恋をキミに捧ぐ（テレビ朝日）

#### 単発
- あなたの知るかもしれない世界「夫がケータイを触っていただけで盗撮犯にされてしまったら」（フジテレビ）
- 年の瀬変愛ドラマ「恋するJKゾンビ」（テレビ朝日）
- ピュア!〜一日アイドル署長の事件簿〜 (NHK総合）

### バラエティ番組
- 情報バラエティー メーテレ A to Z（名古屋テレビ）
- クイズバラエティー クエスファイブ（テレビ東京）
- 旅番組 藤井フミヤ Feel Japan MIYAZAKI〜感じる日本〜（BSフジ）
- 旅番組 藤井フミヤ Feel Japan KAGOSHIMA〜感じる日本〜（BSフジ）

### その他TV番組
- TORIKU〜こちら警視庁第九取調室〜 （テレビ朝日）

### テレビCM
- ワーナーミュージック「忘れられない恋のうた」コンピレーションCD
- 「NAVITIME×銀幕版スシ王子!」コラボレーションCM
- 「ROUND1×銀幕版スシ王子!」コラボレーションCM
- 愛昇殿
- 中日ドラゴンズ 創立80周年CM

### 舞台
- 夏祭りの前に（上野ストアハウス）
- MY LIFE 〜今よりも、少しだけ高い場所へ〜（笹塚ファクトリー）

### ミュージック・ビデオ
- テニスの王子様「Jumping up! High touch!」
- ZINGI「BLACKHALL」
- 乃木坂46「ぐるぐるカーテン」CD特典ショートムービー「宇宙人とたこ焼き」

## 受賞歴
- SHORT SHORTS FILM FESTIVAL & ASIA 2013入選、ベストアクターアワード受賞。 - 「幸せの青い鳥居」
- 第12回山形国際ムービーフェスティバル2016グランプリ受賞。 - 「U・F・O 〜うしまどの、ふしぎなできごと〜」